# Moleta del Remei
|  | Per a altres significats, vegeu «poblat ibèric de la Moleta del Remei». |

La Moleta del Remei és una muntanya de 210 metres que es troba al municipi d'Alcanar, a la comarca del Montsià. S'hi troben les restes del poblat ibèric de la Moleta del Remei.